# تیلاندزیا ارغوانی
تیلاندزیا ارغوانی (نام علمی: Tillandsia purpurea) نام یک گونه از تیره آناناسیان است.